# Brêmes
Brêmes é uma comuna francesa na região administrativa de Altos da França, no departamento de Pas-de-Calais. Estende-se por uma área de 7,25 km². Em 2010 a comuna tinha 1 303 habitantes (densidade: 179,7 hab./km²).

## História
A atual comuna de Brêmes se desenvolveu a partir da vila de Ferlinghem, que teve essa denominação até o Século XVIII. A família nobre dos Ardres em meados do século XIX construiu uma fortificação na região, e logo em sequência, foi constuída a capela da cidade, já denominada Brêmes.